# Königreich Loango

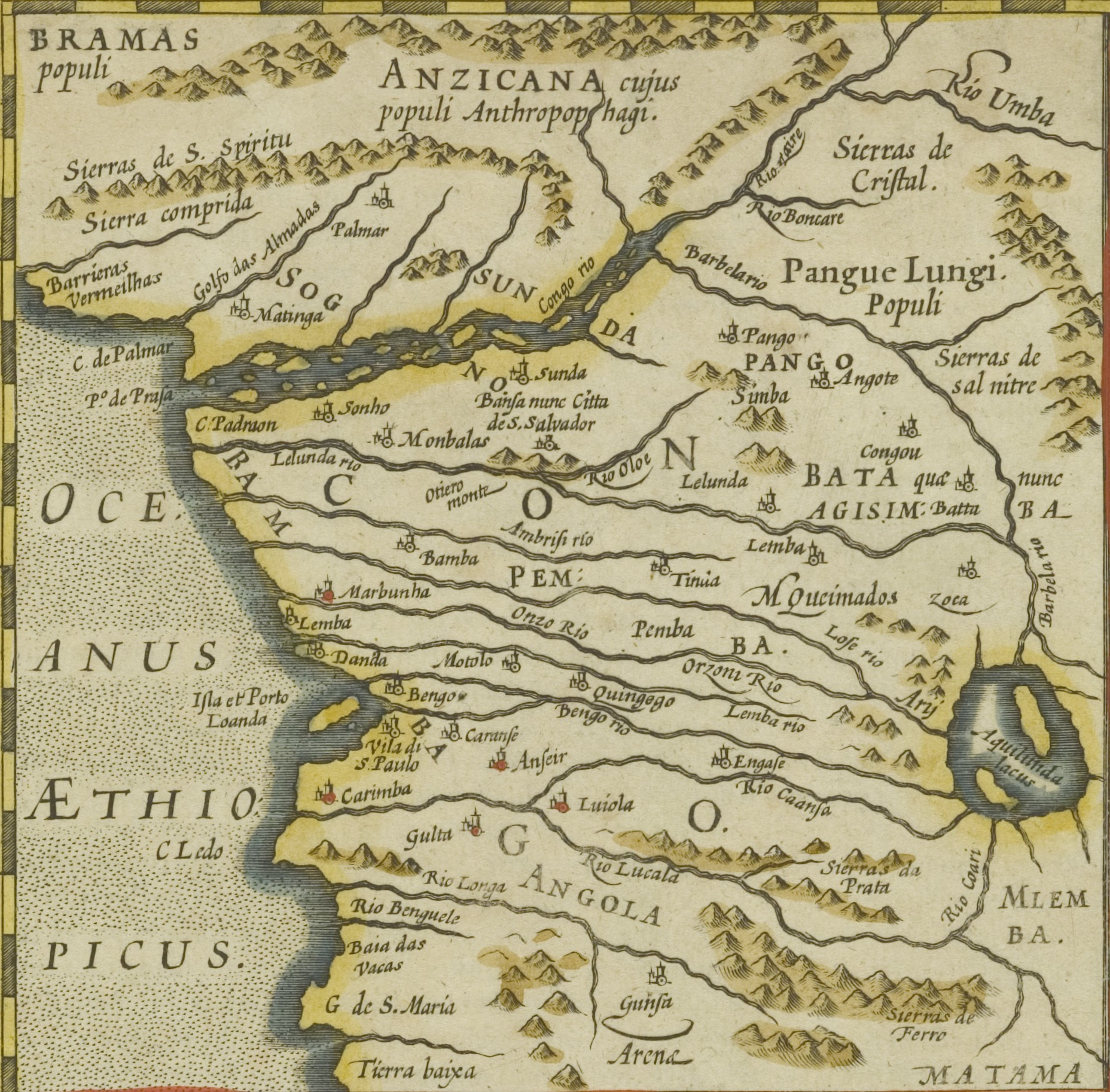
Lage des Königreich Loango auf einer historischen Karte

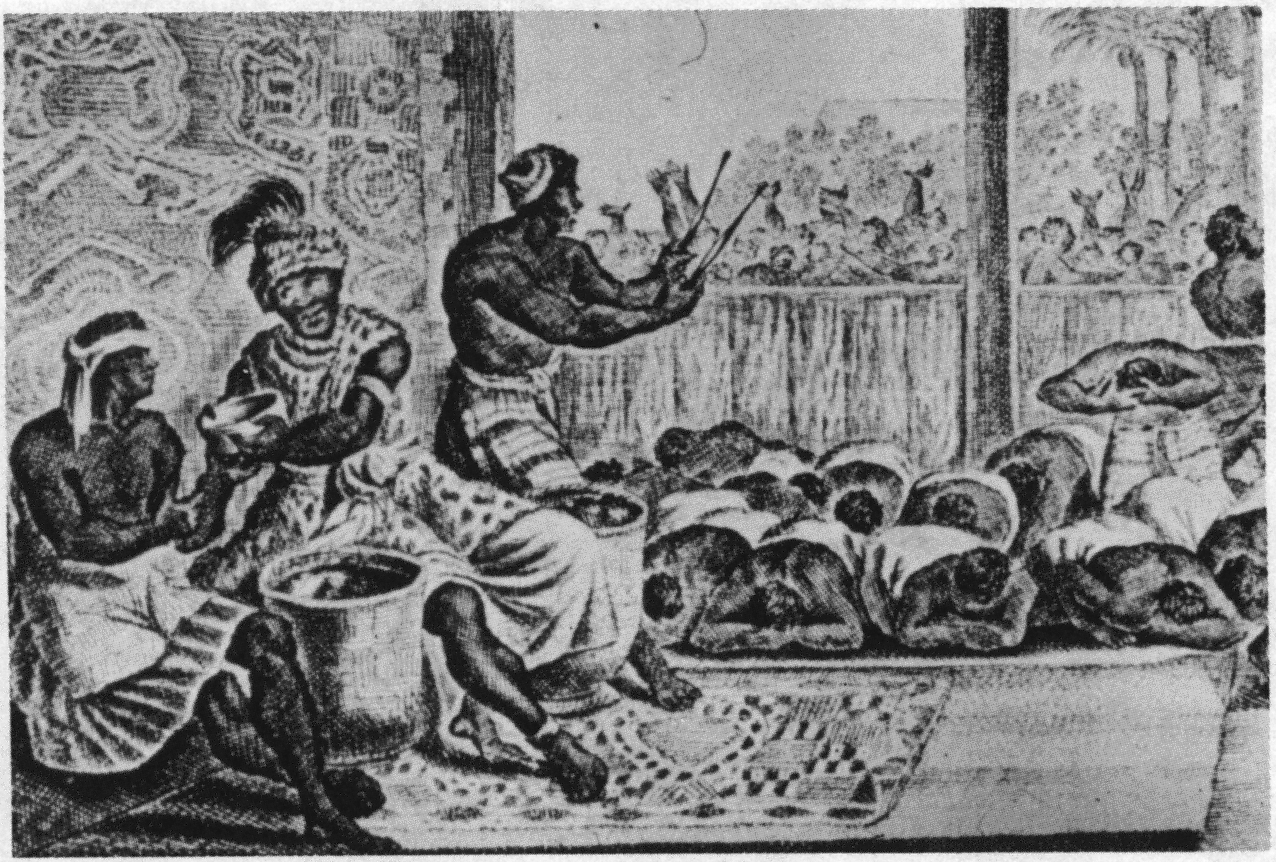
Der Königshof von Loango, aus dem Buch Description of Africa (1668) von Olfert Dapper

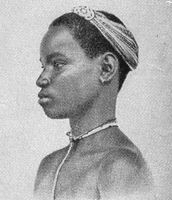
Junges Mädchen aus Loango

Das Königreich von Loango, kurz Loango, war ein vorkolonialer zentralafrikanischer Staat an der Atlantikküste auf dem Territorium der heutigen Republik Kongo.

## Geschichte
Das Königreich existierte vom 14. bis zum 19. Jahrhundert. Zu seinem Höhepunkt im 17. Jahrhundert erstreckte sich das Land von Mayombe im Norden bis fast an die Mündung des Kongos. Die Einwohner sprachen einen nördlichen Dialekt der Sprache Kikongo, die auch im Kongoreich gesprochen wurde.
Zwischen 1512 und 1570 spaltete sich das Volk der Fiote mit seinem Königreich Loango nördlich des Kongo-Flusses vom Kongoreich ab und wurde Ende des 16. Jahrhunderts von ihm unabhängig.
Loango bzw. seine Küste wurde erstmals von dem Schweizer Arzt und Afrikaforscher Samuel Braun erkundet, worüber er 1624 berichtete. Gemäß Braun wurde bereits das aus Südamerika stammende Knollengewächs Maniok angebaut und Palmwein getrunken. Der Reichtum eines Mannes wurde an der Anzahl der Frauen gemessen, die das Feld bestellen. Es gab weder Ochsen noch Pferde für den Feldanbau. Viele Männer hatten acht oder zwölf Frauen, manche aber auch zwanzig oder mehr. Der König von Loango besaß 360 Frauen und zusätzlich zahlreiche Sklaven. Die Männer waren für die Jagd oder die Fischerei sowie das Anpflanzen und Ernten der Raphiapalmen zuständig. Es gab auch einige Handwerker, die Kleidung herstellten oder importiertes Kupfer schmolzen und zu Ringen verarbeiteten, die für Eisen und bunte Wolltücher getauscht wurden. Beim Tod des Königs oder eines Adligen wurden blutige Zeremonien mit Menschenopfern veranstaltet.
Im 18. Jahrhundert entwickelte sich das Land zu einem bedeutenden Handelszentrum.
Die Deutsche Gesellschaft zur Erforschung Äquatorialafrikas entsandte im Jahr 1873 eine Expedition unter Leitung von Paul Güßfeldt zur Erkundung des Königreichs Loango. Diese Expedition verlor jedoch am 14. Januar 1873 ihre gesamte Ausrüstung durch Schiffbruch bei Freetown; erst am 25. Juli 1873 gelang ihr die Landung in Banana an der Kongomündung. Güßfeldt errichtete mit Adolf Bastian die Station Tschinschotscho. Es gelang den Expeditionsteilnehmern auch bei mehreren Versuchen nicht, tiefer ins Landesinnere vorzudringen; sie mussten sich schließlich am 7. Juli 1875 wieder einschiffen. Die wissenschaftlichen Ergebnisse ihrer Expedition legten Güßfeldt und seine Reisegefährten Julius Falkenstein und Eduard Pechuel-Loesche in ihrem Bericht „Die Loango-Expedition“ dar. Falkenstein veröffentlichte zudem 72 Photographien der Loango-Küste nebst erläuterndem Text im Verlag J. F. Stiehm, Berlin 1876.
Im Jahr 1883 wurde Loango französisches Protektorat.